# Catsuit
Catsuit é um vestuário de uma peça que cobre o tronco e as pernas, e frequentemente os braços. Eles são geralmente feitos de material elástico, como lycra, chiffon, elastano (após 1959), couro, látex, PVC ou veludo, e freqüentemente usando um zíper à frente ou para trás.
Catsuits, que datam de pelo menos 1940, podem ser usados tanto por homens e mulheres, e, apesar do nome, em geral, não têm características felinas.

## História

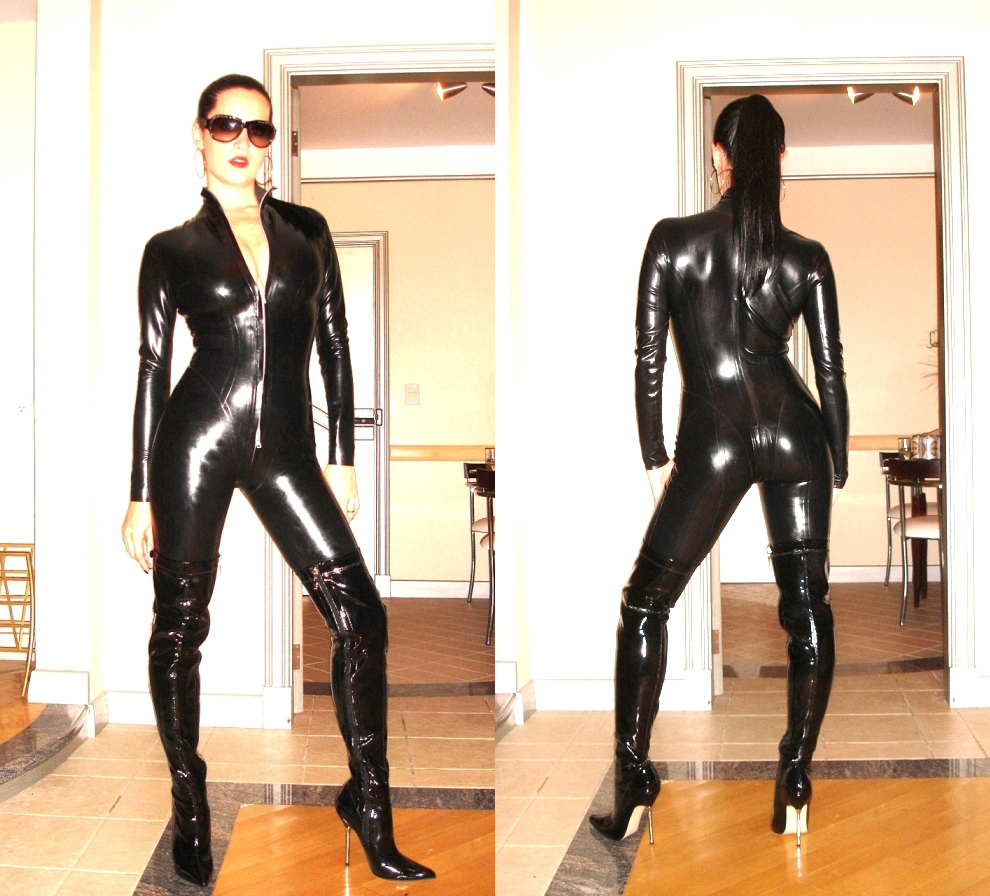
Mulher usando um catsuit de látex e botas de salto-agulha.

Criado em 1940, o catsuit tem sido usado para vários fins.
Os atletas em esportes como patinação, bobsled, triatlo, corrida de esqui, ciclismo e ginástica, usam vestuários que são semelhantes aos catsuits, mas que são especificamente orientados para as necessidades do desporto envolvido. Também de modo semelhante em aparência são a roupa de mergulho e os drysuits usados por mergulhadores e Speedsuits usados pelos nadadores competitivos antes de as formas mais extremas da roupa forem banidas. Além disso, em tênis, Serena Williams, uma vez usou um catsuit preto durante o Aberto de Tênis dos EUA de 2002.
Em cena, unitards e bodysuits vestidos por dançarinos, artistas de circo, cantoras pop e mágicos são similares a catsuits.

## Uso de fetiche
Algumas pessoas consideram catsuits ser um item de fetiche. Catsuits para uso de fetiche são geralmente feitos de látex ou PVC enquanto que um catsuit é tipicamente muito brilhante, apertado e pode ser (mas não exclusivamente) usado com um espartilho por cima do vestuário. Outros materiais como lycra, visual húmido brilhante, ou veludo são opções para vestuário de fetiche também, com alguns materiais de lycra com desenhos de estampas de animais. Catsuits podem ter fechos na parte da frente ou de trás para acesso com alguns fechos tendo sobre os ombros. Fechos adicionais podem ser colocados em áreas específicas de acesso, se necessário. Catsuits também podem incorporar espartilho e/ou espartilho de pescoço, embora estes são normalmente adicionados como acessórios para completar o visual.

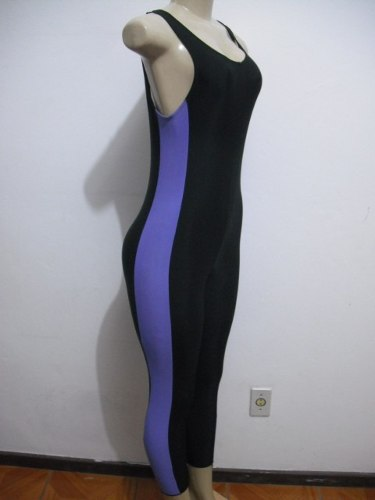
Catsuit estilo Jardineira

## Catsuits na cultura popular
- Talvez uma das aparições mais emblemáticas de catsuits na mídia popular são os de couro apertados catsuits usados por Cathy Gale (Honor Blackman) e Emma Peel (Diana Rigg) no show de televisão britânica The Avengers; o couro foi escolhido porque ele ilumina bem em iluminação de estúdio e não se divide durante as cenas de ação.
- Em histórias em quadrinhos e seus spin-offs de filmes, catsuits são freqüentemente usados por super-heróis de ambos os sexos. Um ícone bem conhecido é Catwoman, a vilã/anti-heroína do Batman, que tem usados um número de diferentes estilos de catsuit em suas numerosas adaptações de filmes, quadrinhos e desenhos animados. A heroína da série Batman, Batgirl, também usou catsuits.
- Na cultura popular, dominatrixes são freqüentemente retratadas vestindo catsuits, na medida em que se tornou seu costume estereotípico.
- Na trilogia Matrix, ele é usado pela formidável Trinity, interpretada por Carrie-Anne Moss
- Em Underworld (2003), usado pela vampira Selene (Underworld), interpretada por Kate Beckinsale.
- Em Os Vingadores, é usado pela espiã Natasha Romanoff, também conhecida como Viúva Negra que é interpretada pela atriz norte-americana Scarlett Johansson. Um detalhe na vestimenta é o símbolo nos ombros, que pode ser reconhecido como logo da S.H.I.E.L.D